# 贾尼科拉·贝尔蒂
贾尼科拉·贝尔蒂（義大利語：Gian Nicola Berti；1960年8月9日—），是一名圣马力诺政治人物、我們聖馬力諾黨員，2016年4月1日成為圣马力诺执政官。